# ホルヘ・ウビコ
ホルヘ・ウビコ・イ・カスタニェーダ（スペイン語: Jorge Ubico y Castañeda、1878年11月10日 - 1946年6月14日）は、グアテマラの政治家、軍人。グアテマラ大統領（在職1931年 - 1944年）として13年にわたる独裁政治をした。対外債務を大幅に減らすなど功績はあるが、頑迷な保守主義者でベニート・ムッソリーニを尊敬するファシストだった。

## 生涯
自由党支持者の家系をもつ家庭に生まれる。職業軍人となり1921年のホセ・マリア・オレジャーナ政権では警察庁長官、軍事相、その後進歩党を結成し党首となる。1931年の大統領選挙に出馬し唯一の候補だったため議会の承認を受け大統領に就任した。　
就任後、不況からの脱却を求め強権政治を展開。公務員の給料を4割カット、または大量解雇するなど、極端な経済引き締め策を採り、大恐慌からの経済再建に成功する。周囲の反発に対しては大統領直属部隊の「国家警察軍」を創設することで備え、純然たる暴力の政治が行われた。またユナイテッド・フルーツ社に鉄道建設と引き換えに事実上の経済的支配権を許すなどの政策を推進した。1933年には、反対派100名を銃殺して共産党を壊滅させた。
1939年に第二次世界大戦が始まるとすぐ参戦し、ムッソリーニを尊敬するファシストにもかかわらず枢軸国側に宣布告した。その間、敵性国民だということで、特に対立状態にあったわけではなかった、主にコーヒー農園主だった5000人のドイツ人の入植者を弾圧し、その農園を没収して私財にした。
こうした統治は富裕層、中間層、貧困層を問わず、全てのグアテマラ人の怨嗟の的となっていき、「グアテマラで自由なのはウビコただ一人」と呼ばれていたが、しかし、1944年に学生の研究会に幅広い層が合流してウビコ打倒の動きが始まり、政府は有効な反撃が出来ず、運動は急速に拡大する。反ウビコのデモとゼネストは全土を覆い、6月29日、抗議のデモが最高潮に達する。翌日には米国もウビコの行動を厳しく非難し、最大の庇護者だった米国からの支持を失ったことを受け、7月には遂に辞任表明してウビコ派の軍人のフェデリコ・ポンセを後釜に据え、ニューオーリンズに亡命して、その地で死去した。